# Resolució 1622 del Consell de Seguretat de les Nacions Unides
La Resolució 1622 del Consell de Seguretat de les Nacions Unides fou adoptada per unanimitat el 13 de setembre de 2005. Després de reafirmar totes les resolucions sobre la situació entre Eritrea i Etiòpia, particularment la Resolució 1586 (2005), el Consell va ampliar el mandat de la Missió de les Nacions Unides a Etiòpia i a Eritrea (UNMEE) fins al 15 de març de 2006.
Eritrea va qualificar la resolució com "sense efectivitat, sense sentit i patètica".

## Resolució

### Observacions
El Consell de Seguretat va reafirmar el seu suport al procés de pau entre els dos països i el paper que juga la UNMEE per facilitar la implementació de l'acord d'Alger i la decisió de la Comissió Fronterera sobre la frontera recíproca. Va expressar la seva preocupació per la manca d'aplicació sobre la demarcació de la frontera segons la Comissió de Fronteres d'Etiòpia i Eritrea, i va declarar que no es podia aconseguir una pau plena a la regió sense això.
La resolució va expressar la seva preocupació per l'elevada concentració de tropes properes a la Zona de Seguretat Temporal (TSZ) i va prendre nota de recomanacions del Secretari General de les Nacions Unides Kofi Annan sobre maneres de resoldre l'estancament polític entre els dos països.

### Actes
La resolució va estendre el mandat de la UNMEE fins al 15 de març de 2006, i va aprovar una reconfiguració de l'operació i un augment en el nombre d'observadors militars en deu persones. Es va instar a ambdues parts a complir els seus compromisos en virtut de l'acord d'Alger i aplicar la decisió de la Comissió de Fronteres per complir el seu mandat. Les parts també van ser convocades a cooperar amb la MINUEE i protegir el personal de les Nacions Unides, i es van abstenir d'augmentar les tropes a les zones adjacents al TSZ i amenaçant l'ús de la força. Hi va haver preocupació per l'empitjorament de la situació humanitària tant a Etiòpia com a Eritrea.
El Consell va reafirmar la importància del diàleg entre els dos països i la normalització de les seves relacions diplomàtiques. Mentrestant, Eritrea va ser cridat a tornar a obrir la carretera d'Asmara a Barentu al trànsit de la UNMEE i aixecar les restriccions a les operacions de les organitzacions d'ajuda humanitària.
Finalment, es va demanar al Secretari General que vigilés de prop la situació i revisés el mandat de la MINUEE a la llum de qualsevol avenç en el procés de pau.